# Chorisoneura taeniata
Chorisoneura taeniata es una especie de cucaracha del género Chorisoneura, familia Ectobiidae. Fue descrita científicamente por Saussure & Zehntner en 1893.
Habita en México.